# 2009年ブルガリア国民議会選挙
2009年ブルガリア国民議会選挙（－ねんブルガリアこくみんぎかい）は、ブルガリア共和国の立法府である国民議会（一院制）を構成する議員を選出するため2009年7月5日に行われた選挙である。

## 概説
国民議会の任期満了（4年）による選挙である。前月に行われた欧州議会議員選挙に続く選挙で国民議会の定数240議席を20の政党や選挙連合が争った。

## 選挙制度
今回の選挙では、これまでの比例代表制（4％の議席阻止条項あり）から、小選挙区を一部導入した制度（小選挙区比例代表並立制）に変更した。まず、全国を31の選挙区（人口の多いソフィア市は3選挙区、プロヴディフ州は2選挙区、その他の州は1州1区）に分割し、各選挙区の人口に応じて議席が割り当てられる。そして、各選挙区に割り当てられた議席のうち、1議席を小選挙区制で、残りを比例代表制で選出する。　
- 比例代表：209議席（議席阻止線は有効投票中4％、政党連合についても同様に4％が適用[1]）
- 小選挙区：31議席

## 主な政党・政党連合
- ブルガリアのための連合　ブルガリア語：КОАЛИЦИЯ ЗА БЪЛГАРИЯ、英語：Coalition for Bulgaria

ブルガリア社会党を中核とする中道左派や左派の政党連合
- ヨーロッパ発展のためのブルガリア市民　ブルガリア語：Граждани за европейско развитие на България（略称：ГЕРБ）、英語：Citizens for European Development of Bulgaria

2006年12月に結成された中道右派政党
- 権利と自由のための運動　ブルガリア語：“Движение за права и свободи”（略称：ДПС）、英語：Movement for Rights and Freedoms

ブルガリアの少数民族であるトルコ系住民が主体の中道政党
- アタカ国民連合 ブルガリア語：Партия АТАКА、英語：National Union Attack

ブルガリアの民族主義を強調する極右民族主義政党。
- 青い同盟 ブルガリア語：“Синята коалиция”、英語：Blue Coalition

民主勢力同盟と「強いブルガリア民主党」が6月の欧州議会議員選挙を前に結成した政党連合。
- 法秩序・公正・正義 ブルガリア語：“Ред, законност и справедливост”、英語：Order, Lawfulness, Justice

2009年4月20日に、国民議会内の右派野党強硬派が結成した政党。
- 安定と進歩のための国民運動　Национално движение Симеон Втори（略称：НДСВ）

元ブルガリア国王で元首相のシメオン2世が2001年に結成した政党「シメオン2世国民運動」が2007年に党名変更した。

## 選挙結果
投票日：2009年7月5日
| 政党および政党連合                                                                     | 得票数 （比例代表） | 得票率 | 議席      | 議席      | 議席 |
| 政党および政党連合                                                                     | 得票数 （比例代表） | 得票率 | 比例 代表 | 小選 挙区 | 合計 |
| -------------------------------------------------------------------------------------- | ------------------- | ------ | --------- | --------- | ---- |
| ヨーロッパ発展のためのブルガリア市民 Граждани за европейско развитие на България－ГЕРБ | 1,678,641           | 39.72  | 90        | 26        | 116  |
| ブルガリアのための連合 КОАЛИЦИЯ ЗА БЪЛГАРИЯ                                            | 748,147             | 17.70  | 40        | 0         | 40   |
| 権利と自由のための運動 Движение за права и свободи                                     | 610,521             | 14.50  | 33        | 5         | 38   |
| アタカ国民連合 Партия АТАКА                                                            | 395,733             | 9.36   | 21        | 0         | 21   |
| 青い同盟 “Синята коалиция”                                                             | 285,662             | 6.76   | 15        | 0         | 15   |
| 法秩序・公正・正義 “Ред, законност и справедливост”                                    | 174,582             | 4.13   | 10        | 0         | 10   |
| 指導者 ПП "ЛИДЕР"                                                                      | 137,795             | 3.26   | 0         | 0         | 0    |
| 安定と進歩のための国民運動 НДСВ                                                        | 127,470             | 3.02   | 0         | 0         | 0    |
| その他の政党及び政党連合                                                               | 67,644              | 1.60   | 0         | 0         | 0    |
| 合計                                                                                   |                     |        | 209       | 31        | 240  |

投票率：60.20％。なお得票率が1％未満の政党は「その他の政党及び政党連合」として掲載
- 出典（いずれも2010年3月14日閲覧）
  - Избирателна
  - Пропорционален вот
  - Мандати

中道右派の政党連合「ヨーロッパ発展のためのブルガリア市民」（GERB）が飛躍的に得票を伸ばして躍進し、第1党となった。一方、連立政権与党の「ブルガリアのための連合」は議席を大幅に減らして第2党に転落、同じ与党である「安定と進歩のための国民運動」は比例区において議席獲得に必要な最低得票率4％を下回って全議席を失う結果となった。
第1党となったGERBであったが、過半数を確保することはできなかったため、極右政党のアタカと閣外協力を結び、7月27日にボイコ・ボリゾフを首相とするGERB単独内閣を発足させた。